# کایگونا، استرالیای غربی
کایگونا (به انگلیسی: Caiguna) یک شهرک در استرالیا است که در استرالیای غربی واقع شده‌است.